# Йохан Екбрехт фон Дюркхайм
Йохан Екбрехт фон Дюркхайм-Вахенхайм (на немски: Johann Eckbrecht von Dürckheim-Wachenheim; † сл. 1372) от старата благородническата фамилия Дюркхайм, е господар на Вахенхайм в Рейнланд-Пфалц.

## Произход
Той е син на рицар Екбрехт фон Дюркхайм († сл. 1307) и брат на Хайнрих Екбрехт фон Дюркхайм († сл. 1347) и Петер фон Дюркхайм († сл. 1336).
През 1341 г. Вахенхайм получава права на град.

## Фамилия
Йохан Екбрехт фон Дюркхайм се жени за фон Хаселах. Те имат двама сина:
- Меркел Екбрехт († сл. 1372)
- Йохан Екбрехт фон Дюркхайм († пр. 1372)